# Кустолово Первое

Кустолово Первое (укр. Кустолове Перше) — село,
Малоперещепинский сельский совет,
Новосанжарский район,
Полтавская область,
Украина.
Код КОАТУУ — 5323483403. Население по переписи 2001 года составляло 54 человека.

## Географическое положение
Село Кустолово Первое находится на левом берегу реки Кустолово,
ниже по течению на расстоянии в 4 км расположено село Богдановка.